# سی و ششمین دوره جشنواره فیلم فجر
سی و ششمین دوره جشنواره فیلم فجر از ۱۲ تا ۲۲ بهمن ۱۳۹۶ در تهران برگزار شد.
در ۱۷ مهر ۱۳۹۶ با انتشار فراخوان کار سی و ششمین دوره فیلم فجر آغاز شد، همچنین ثبت نام از آثار متقاضی حضور در جشنواره از اول تا ۳۰ آبان ۱۳۹۶ بوده‌است.
هیئت داوران این دوره از جشنواره شامل بهرام بدخشانی، کمال تبریزی، حسن خجسته، خسرو دهقان، رسول صدرعاملی، فرشته طائرپور و محمدرضا فروتن می‌باشد. دبیر این دوره از جشنواره ابراهیم داروغه‌زاده است.
هزینه برگزاری سی و ششمین دوره جشنواره فیلم فجر ۴ میلیارد و ۶۳۹ میلیون و ۵۸۲ هزار و ۶۰۰ تومان بوده‌است.

## قرعه کشی
همچین اولین بار مراسمی از آیین قرعه کشی برنامه نمایش فیلم‌های سی و ششمین دوره جشنواره فیلم فجر مخصوص سینمای رسانه در پردیس سینمایی ملت با حضور اهالی رسانه و سینما برگزار شد.
همچنین لاتاری به عنوان پر مخاطب‌ترین فیلم این جشنواره و تاریخ جشنواره فیلم فجر شد.
سانس‌ها بر اساس قرعه کشی
| زمان             | ساعت ۱۴             | ساعت ۱۷                    | ساعت ۲۰              |
| ---------------- | ------------------- | -------------------------- | -------------------- |
| جمعه ۱۳ بهمن     | کامیون              | جاده قدیم                  | فیلشاه               |
| شنبه ۱۴ بهمن     | شعله‌ور              | بمب؛ یک عاشقانه            | مجموعه فیلم‌های کوتاه |
| یکشنبه ۱۵ بهمن   | چهارراه استانبول    | بانو قدس ایران             | لاتاری               |
| دوشنبه ۱۶ بهمن   | امیر                | خجالت نکش                  | به وقت شام           |
| سه شنبه ۱۷ بهمن  | مغزهای کوچک زنگ زده | امپراتور جهنم              | عرق سرد              |
| چهارشنبه ۱۸ بهمن | سرو زیر آب          | تنگه ابوقریب               | اتاق تاریک           |
| پنجشنبه ۱۹ بهمن  | جشن دلتنگی          | هایلایت                    | ماهورا               |
| جمعه ۲۰ بهمن     | مصادره              | سوءتفاهم                   | دارکوب               |
| شنبه ۲۱ بهمن     | کار کثیف            | زنانی با گوشواره‌های باروتی |                      |

## نامزدها و جوایز

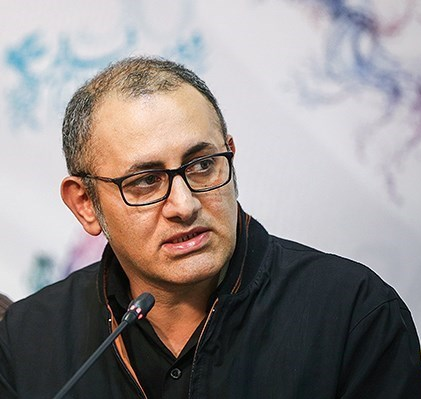
بهرام توکلی، برنده سیمرغ بهترین کارگردانی

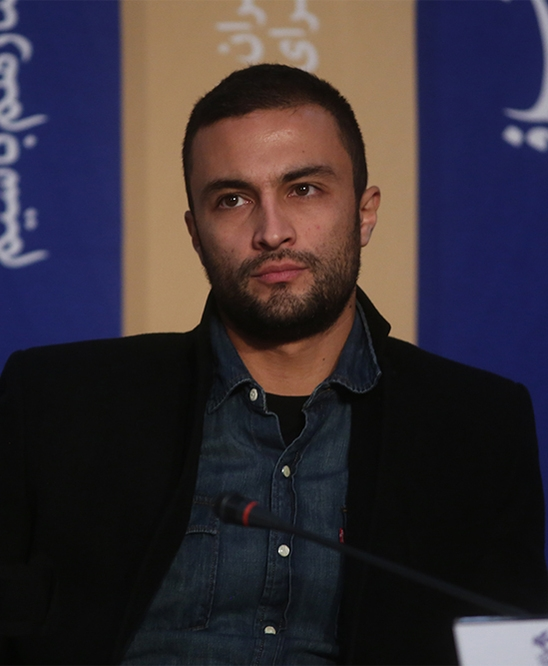
امیر جدیدی، برنده سیمرغ بهترین بازیگر نقش اول مرد

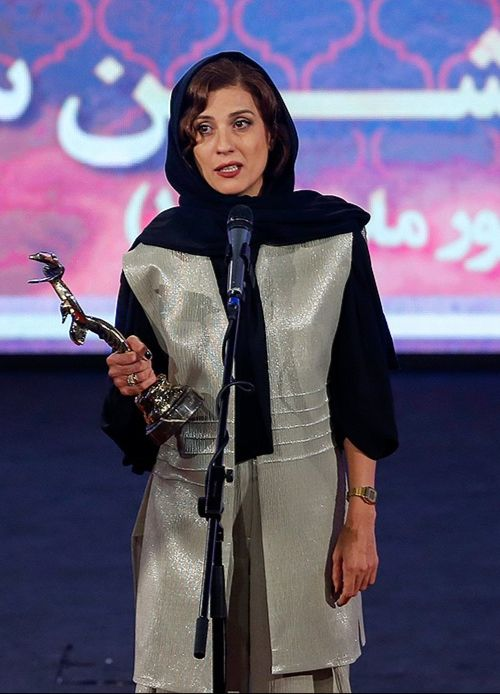
سارا بهرامی، برنده سیمرغ بهترین بازیگر نقش اول زن

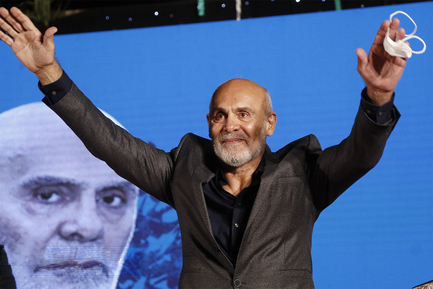
جمشید هاشم‌پور، برنده سیمرغ بهترین بازیگر نقش مکمل مرد

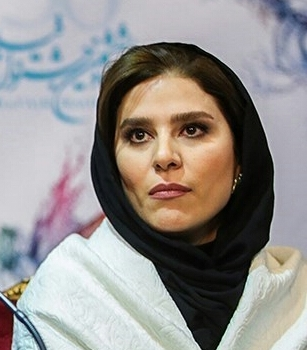
سحر دولتشاهی، برنده سیمرغ بهترین بازیگر نقش مکمل زن

### سودای سیمرغ
| سیمرغ بلورین بهترین فیلم | سیمرغ بلورین بهترین کارگردانی |
| --- | --- |
| - تنگه ابوقریب – سعید ملکان - به وقت شام – محمد خزاعی - بمب؛ یک عاشقانه – پیمان معادی و احسان رسول‌اف - دارکوب – سیدمحمود رضوی - سرو زیر آب – سید حامد حسینی - کامیون – کامبوزیا پرتوی - مغزهای کوچک زنگ‌زده - سعید سعدی           | - ابراهیم حاتمی‌کیا – به وقت شام - بهرام توکلی – تنگه ابوقریب - بهروز شعیبی – دارکوب - محمدعلی باشه‌آهنگر – سرو زیر آب - کامبوزیا پرتوی – کامیون - هومن سیدی – مغزهای کوچک زنگ‌زده |
| سیمرغ بلورین بهترین بازیگر نقش اول مرد | سیمرغ بلورین بهترین بازیگر نقش اول زن |
| - امیر جدیدی – تنگه ابوقریب و عرق سرد - امین حیایی – شعله‌ور (دیپلم افتخار) - بابک حمیدیان – سرو زیر آب - رضا عطاران – مصادره - سعید آقاخانی – کامیون - نوید محمدزاده - مغزهای کوچک زنگ‌زده                                        | - سارا بهرامی – دارکوب - باران کوثری – عرق سرد - شبنم مقدمی – خجالت نکش - ماهور الوند – چهارراه استانبول - مهناز افشار – دارکوب - هانیه توسلی – سوءتفاهم                        |
| بهترین بازیگر نقش مکمل مرد | بهترین بازیگر نقش مکمل زن |
| - جمشید هاشم‌پور – دارکوب - پژمان جمشیدی – سوءتفاهم - سیامک انصاری – بمب؛ یک عاشقانه - فرهاد اصلانی – مغزهای کوچک زنگ‌زده - مسعود کرامتی – چهارراه استانبول - نوید پورفرج -مغزهای کوچک زنگ‌زده                                      | - سحر دولتشاهی – عرق سرد و چهارراه استانبول - لیلی رشیدی – عرق سرد - نگار عابدی – دارکوب - هدی زین‌العابدین – عرق سرد                                                            |
| سیمرغ بلورین بهترین فیلمنامه | سیمرغ بلورین بهترین فیلم‌برداری |
| - کامبوزیا پرتوی – کامیون - هومن سیدی – مغزهای کوچک زنگ‌زده - پیمان معادی – بمب؛ یک عاشقانه - محمدعلی باشه‌آهنگر و حامد باشه آهنگر – سرو زیر آب - هادی مقدم‌دوست و حمید نعمت‌الله – شعله‌ور                                           | - علیرضا زرین‌دست – سرو زیر آب - محمود کلاری – بمب؛ یک عاشقانه - حمید خضوعی ابیانه – تنگه ابوقریب - فرشاد محمدی – عرق سرد - پیمان شادمان‌فر – مغزهای کوچک زنگ‌زده                  |
| سیمرغ بلورین بهترین تدوین | سیمرغ بلورین بهترین موسیقی متن |
| - بهرام دهقانی و محمد نجاریان – عرق سرد - مهرداد خوشبخت – به وقت شام - فرامرز هوتهم – دارکوب - مصطفی خرقه‌پوش – کامیون - مهدی سعدی – مغزهای کوچک زنگ زده                                                                          | - کارن همایونفر – به وقت شام - النی کاریندرو – بمب؛ یک عاشقانه - حامد ثابت – تنگه ابوقریب - بهزاد عبدی – دارکوب - سهراب پورناظری – شعله‌ور - کارن همایونفر - عرق سرد             |
| بهترین صدابرداری | بهترین صداگذاری |
| - رشید دانشمند – تنگه ابوقریب - طاهر پیشوایی – به وقت شام - ایرج شهزادی – بمب؛ یک عاشقانه - مهران ملکوتی – سوءتفاهم - مهران ملکوتی – مغزهای کوچک زنگ زده                                                                         | - علیرضا علویان – به وقت شام - علیرضا علویان – مغزهای کوچک زنگ‌زده - بهمن بنی‌اردلان – امپراتور جهنم - امیرحسین قاسمی – تنگه ابوقریب - امین شریفی و بابک شکیبا – شعله‌ور           |
| بهترین طراحی لباس | سیمرغ بلورین بهترین طراحی صحنه |
| - سارا خالدی‌زاده – بمب؛ یک عاشقانه - رعنا امینی – خجالت نکش - سارا سمیعی – سوءتفاهم - سوسن نوروزی – شعله‌ور - مارال جیرانی – مغزهای کوچک زنگ‌زده                                                                                   | - عباس بلوندی – سرو زیر آب - محسن شاه‌ابراهیمی – بمب؛ یک عاشقانه - محمدرضا شجاعی – تنگه ابوقریب - آیدین ظریف – دارکوب - کیوان مقدم – سوءتفاهم                                    |
| بهترین چهره‌پردازی | سیمرغ بلورین بهترین جلوه‌های ویژه میدانی |
| - سعید ملکان – تنگه ابوقریب - عباس عباسی – چهارراه استانبول - فاطمه کمالی و زهرا کمالی – دارکوب - مهرداد میرکیانی – شعله‌ور - بابک اسکندری – کامیون                                                                               | - محسن روزبهانی – تنگه ابوقریب - عباس شوقی – بمب؛ یک عاشقانه - محسن روزبهانی – به وقت شام - محسن روزبهانی – سرو زیر آب - حمید رسولیان – ماهورا                                  |
| بهترین جلوه‌های ویژه بصری | بهترین فیلم از نگاه هنر و تجربه |
| - فرید ناظر فصیحی – چهارراه استانبول - سید هادی اسلامی – به وقت شام - محمد لطفعلی –بمب؛ یک عاشقانه - حسن ایزدی، جواد مطوری، محمد برادران، محسن خیرآبادی – تنگه ابوقریب - محمد خاکزاد – سرو زیر آب - سینا قویدل - لاتاری و ماهورا | - هومن سیدی - مغزهای کوچک زنگ زده |
| بهترین کارگردان فیلم اول | جایزه ویژه هیئت داوران |
| - رضا مقصودی - خجالت نکش | - بمب؛ یک عاشقانه – پیمان معادی |
| بهترین فیلم با نگاه ملی | بهترین فیلم از نگاه تماشاگران |
| - سرو زیر آب - سیدحامد حسینی | - مغزهای کوچک زنگ زده – سعید سعدی - تنگه ابوقریب - سعید ملکان - به وقت شام - محمد خزاعی - چهارراه استانبول - مصطفی کیایی - دارکوب - سیدمحمود رضوی                               |

### تعداد نامزدها و برنده‌های بخش سودای سیمرغ
| تعداد نامزدی‌ها | فیلم               |
| -------------- | ------------------ |
| ۱۱             | مغزهای کوچک زنگ‌زده |
| ۱۱             | تنگه ابوقریب       |
| ۱۰             | بمب؛ یک عاشقانه    |
| ۱۰             | دارکوب             |
| ۸              | به وقت شام         |
| ۸              | سرو زیر آب         |
| ۸              | عرق سرد            |
| ۶              | کامیون             |
| ۶              | چهار راه استانبول  |
| ۵              | شعله‌ور             |
| ۵              | سوءتفاهم           |
| ۲              | خجالت نکش          |
| ۲              | ماهورا             |
| ۱              | لاتاری             |
| ۱              | امپراتور جهنم      |
| ۱              | مصادره             |

| تعداد جایزه | فیلم               |
| ----------- | ------------------ |
| ۶           | تنگه ابوقریب       |
| ۴           | مغزهای کوچک زنگ‌زده |
| ۳           | به وقت شام         |
| ۳           | سرو زیر آب         |
| ۳           | عرق سرد            |
| ۲           | دارکوب             |
| ۲           | بمب؛ یک عاشقانه    |
| ۲           | چهار راه استانبول  |
| ۱           | کامیون             |
| ۱           | خجالت نکش          |

## فهرست فیلم‌ها

### سودای سیمرغ
براساس اعلام اعضای هیئت انتخاب (محمود اربابی، احمد امینی، مجید رضابالا، پوران درخشنده، سید جمال ساداتیان، حسین کرمی و محمدهادی کریمی) اسامی فیلم‌های بخش سودای سیمرغ (رقابتی) بدین شرح است:
- اتاق تاریک (روح‌الله حجازی)
- امپراتور جهنم (پرویز شیخ طادی)
- امیر (نیما اقلیما)
- بمب؛ یک عاشقانه (پیمان معادی)
- به وقت شام (ابراهیم حاتمی‌کیا)
- تنگه ابوقریب (بهرام توکلی)
- جاده قدیم (منیژه حکمت)
- جشن دلتنگی (پوریا آذربایجانی)
- چهارراه استانبول (مصطفی کیایی)
- خجالت نکش (رضا مقصودی)
- دارکوب (بهروز شعیبی)
- سرو زیر آب (محمدعلی باشه‌آهنگر)
- سوءتفاهم (احمدرضا معتمدی)
- شعله‌ور (حمید نعمت‌الله)
- عرق سرد (سهیل بیرقی)
- کار کثیف (خسرو معصومی)
- کامیون (کامبوزیا پرتوی)
- لاتاری (محمدحسین مهدویان)
- ماهورا (حمید زرگرنژاد)
- مصادره (مهران احمدی)
- مغزهای کوچک زنگ زده (هومن سیدی)
- هایلایت (اصغر نعیمی)
- فیلشاه (هادی محمدیان) (انیمیشن)
- بانو قدس ایران (مصطفی رزاقی کریمی) (مستند)
- زنانی با گوشواره‌های باروتی (رضا فرهمند) (مستند)

### مستند
براساس اعلام اعضا هیئت انتخاب سی و ششمین جشنواره فیلم فجر (محمد آفریده، حبیب احمدزاده و فرهاد مهران‌فر) اسامی فیلم‌های بخش مستند بدین شرح است:
- زنانی با گوشواره‌های باروتی (رضا فرهمند) (برنده یک جایزه ویژه)
- آبی به رنگ آسمان (امیر رفیعی)
- بانو قدس ایران (مصطفی رزاق کریمی)
- ترور سرچشمه (محمدحسین مهدویان)
- در جستجوی فریده (آزاده موسوی و کوروش عطایی)
- در گرداب انقراض (فتح‌الله امیری)
- رزم‌آرا، یک دوسیهٔ مسکوت (سیداحسان عمادی)
- فریاد رو به باد (عطا مهراد، سیاوش جمالی)
- ملوانان تنها به دریا نمی‌روند (الله‌کرم رضایی‌زاده)
- وه انتیوک شاپور (سودابه مجاوری)

### فیلم‌های کوتاه
- حیوان (بهمن و بهرام ارک)
- مارلون (درناز حاجی‌ها)
- وقت ناهار (علیرضا قاسمی)
- فاش (احسان مختاری)